# Claude France
Claude France, nata Jane Joséphine Anna Françoise Wittig (Emden, 9 marzo 1893 – Parigi, 3 gennaio 1928), è stata un'attrice francese.
Si è suicidata all'età di 34 anni.

## Filmografia parziale
- Le carnaval des vérités, regia di Marcel L'Herbier (1920)
- L'autre aile, regia di Henri Andréani (1923)
- Violettes imperiales, regia di Henry Roussel (1924)
- The Duke's Motto (Le bossu), regia di Jean Kemm (1925)
- Fanfan-la-Tulipe, regia di René Leprince (1925)
- Le berceau de dieu, regia di Fred LeRoy Granville (1926)
- L'île d'amour, regia di Berthe Dagmar e Jean Durand (1928)